# Inferiores Gut
Inferiores Gut (englisch inferior good) ist in der Wirtschaftswissenschaft ein Gut, dessen Güternachfrage bei einer Einkommenserhöhung sinkt. Pendant sind normale Güter.

## Allgemeines
Güter können auch danach unterteilt werden, ob und inwieweit sich die Güternachfrage aufgrund des Einkommens der Konsumenten verändert. Bei einem niedrigen Einkommen ist die Nachfrage nach einem inferioren Gut hoch und steigt zunächst mit wachsendem Einkommen, um den Bedarf decken zu können. Nimmt das Einkommen weiter zu, werden inferiore Güter durch qualitativ höherwertige normale Güter ersetzt, und die Nachfrage nach preiswerteren inferioren Gütern nimmt absolut ab.
Die Mehrheit der Fachliteratur bezeichnet ein Gut als inferior, wenn seine Nachfrage mit steigendem Einkommen (absolut) abnimmt.

## Abweichende Definitionen
Ein Teil der Literatur nimmt in Abweichung von vorstehender Definition andere Unterscheidungen vor:
Variante 1Man bezeichnet ein Gut als relativ inferiores Gut (auch: normales Gut), wenn die Nachfrage mit steigendem Einkommen nur unterproportional zunimmt. Man bezeichnet ein Gut als superiores Gut, wenn die Nachfrage mit steigendem Einkommen überproportional zunimmt. Man bezeichnet ein Gut als absolut inferiores Gut, wenn die Nachfrage mit steigendem Einkommen absolut abnimmt.
Variante 2Man bezeichnet ein Gut als normales Gut, wenn die Nachfrage mit steigendem Einkommen nur unterproportional zunimmt. Man bezeichnet ein Gut als superiores Gut, wenn die Nachfrage mit steigendem Einkommen überproportional zunimmt. Man bezeichnet ein Gut als inferiores Gut, wenn die Nachfrage mit steigendem Einkommen absolut abnimmt.
Variante 3Man bezeichnet ein Gut als normales Gut, wenn die Nachfrage mit steigendem Einkommen nur unterproportional zunimmt. Man bezeichnet ein Gut als Luxusgut, wenn die Nachfrage mit steigendem Einkommen überproportional zunimmt. Man bezeichnet ein Gut als superiores Gut, wenn es entweder ein normales oder ein Luxusgut ist. Man bezeichnet ein Gut als inferiores Gut, wenn die Nachfrage mit steigendem Einkommen absolut abnimmt.

## Einkommen
Das Einkommen spielt bei der Güternachfrage die größte Rolle. Die volkswirtschaftliche Kennzahl der Einkommenselastizität gibt dabei die prozentuale Änderung der nachgefragten Gütermenge an, die auf einer prozentualen Einkommensänderung beruht:
{\displaystyle {\text{Einkommenselastizität}}={\frac {\text{Prozentuale Änderung der nachfragten Gütermenge}}{\text{Prozentuale Änderung des Einkommens}}}}.
Ist die Einkommenselastizität negativ, liegt ein inferiores Gut vor. Dabei sinkt die Nachfrage, wenn das Einkommen steigt. Um eine positive Einkommenselastizität handelt es sich, wenn sowohl Einkommen als auch Nachfrage steigen; das ist bei einem normalen Gut der Fall.
Außer Acht bleiben die einkommensunabhängigen Güter (Einkommenselastizität = 0) wie beispielsweise Speisesalz, bei denen die Nachfragemenge in keiner Abhängigkeit zum Einkommen steht.

## Arten
Im Hinblick auf das Einkommensniveau werden inferiore, normale und superiore Güter unterschieden. Über die Arten besteht jedoch in der Fachliteratur keine einheitliche Meinung. Teilweise wird lediglich zwischen inferioren und superioren Gütern unterschieden oder zwischen inferioren und normalen Gütern.
Inferiore Güter gibt es in nahezu allen Teilmärkten des Gütermarkts, wo gegeneinander austauschbare Substitutionsgüter angeboten werden. Hierzu gehören insbesondere Konsumgüter wie Kleidung, Nahrungsmittel, Transportmittel oder Verkehrsmittel. Inferior sind hieraus die Güter mit niedrigen Preisen wie Billigsortimente.
Im Hinblick auf die Einkommenselastizität ergibt sich folgende Einteilung:
| Einkommenselastizität | Einkommen/Nachfrage                                 | Güterart                  |
| --------------------- | --------------------------------------------------- | ------------------------- |
| < 0 (negativ)         | Einkommen steigt/Nachfrage sinkt                    | inferiores Gut            |
| 0                     | Nachfrage ist unabhängig vom Einkommen              | neutrales Gut             |
| > 0 (positiv)         | Einkommen steigt/Nachfrage steigt                   | normales Gut              |
| > 0 und < 1           | Einkommen steigt/Nachfrage steigt unterproportional | relativ inferiores Gut    |
| > 1                   | Einkommen steigt/Nachfrage steigt überproportional  | superiores Gut (Luxusgut) |

Die Charakterisierung eines Gutes als inferior oder normal ist nicht mit einem bestimmten Gut fest verknüpft, sondern stets von den äußeren Umständen (absolute Einkommenshöhe, Marktpreise, Präferenzen) abhängig. Dasselbe Gut kann für denselben Nachfrager inferior, superior oder normal sein. Wenn beispielsweise eine Arbeitskraft Karriere macht und durch Beförderungen in ein höheres Einkommensniveau aufsteigt, könnte sie anstatt Sekt nunmehr Champagner bevorzugen oder statt Hausmannskost die Grande Cuisine. Champagner ist nun für sie kein superiores Gut mehr, der frühere Sekt als normales Gut ist zum inferioren Gut geworden.

## Wirtschaftliche Aspekte
Bei normalen und superioren Gütern gehen der Substitutions- und Einkommenseffekt in dieselbe Richtung, bei inferioren Gütern wirken Substitutions- und Einkommenseffekt in unterschiedliche Richtungen, beim Giffen-Paradoxon (nur bei inferioren Gütern mit einer negativen Einkommenselastizität) wirken ebenfalls Substitutions- und Einkommenseffekt in unterschiedliche Richtungen, doch dominiert der Einkommenseffekt über den Substitutionseffekt.